# Frédéric Bérat

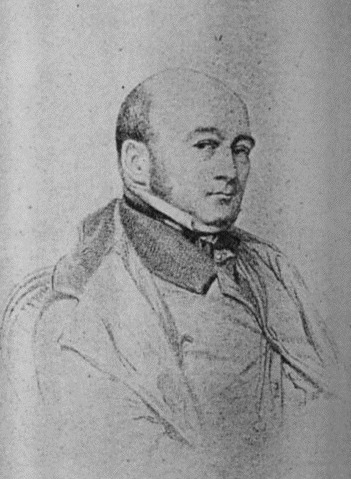
Frédéric Bérat

Frédéric Bérat (11 maart 1801 - 2 december 1855) was een Frans componist en songwriter. Hij is de schrijver van Ma Normandie. Dit lied wordt gebruikt als het volkslied van Jersey en soms zelfs als het onofficieel lied van Normandië.
- Bibliothèque nationale de France: cb13972765k (data)
- Gemeinsame Normdatei: 116124687
- International Standard Name Identifier: 0000 0001 0796 8223
- Library of Congress Control Number: nr95045634
- MusicBrainz: 74e88dff-3b3a-4689-9254-6cf21bb51ecc
- Nationale Bibliotheek van Tsjechië: ola2008474691
- Nationale bibliotheek van Australië: 35641579
- Nationale Bibliotheek van Israël: 987007580961005171
- Nationale Bibliotheek van Polen: a0000003178971
- Nederlandse Thesaurus van Auteursnamen: 095919937
- SNAC: w6q5322x
- Système universitaire de documentation: 034536299
- Trove: 1024544
- Virtual International Authority File: 7653188
- WorldCat: E39PBJycTDKQkGWBdWb7WqDQbd